# علاقات بيلاروسيا-الاتحاد الأوروبي
 تشير العلاقات الأوروبية البيلاروسية إلى العلاقات بين جمهورية بيلاروسيا والاتحاد الأوروبي (EU). تم تأسيس العلاقات المتبادلة في البداية بعد أن اعترفت المجموعة الاقتصادية الأوروبية باستقلال بيلاروسيا في عام 1991.
بعد أن أصبح ألكساندر لوكاشينكو زعيماً للبيلاروسيا في عام 1994، تدهورت العلاقة بين مينسك والاتحاد الأوروبي وبقيت باردة ونائية، حيث أدان الاتحاد الأوروبي حكومة بيلاروسيا عدة مرات بسبب ممارساتها الاستبدادية المناهضة للديمقراطية، وحتى فرض العقوبات على البلاد. بعد تحسن طفيف في العلاقات في عام 2008، أدت الانتخابات الرئاسية البيلاروسية لعام 2010 (التي شهدت فوزًا ساحقًا بنسبة تقارب 80٪ لصالح لوكاشينكو)، إلى مظاهرات واعتقالات جماعية في مينسك. أعلن الاتحاد الأوروبي أن حبس شخصيات المعارضة والمتظاهرين ينتهك قوانين حقوق الإنسان، وفرض عقوبات جديدة على كبار المسؤولين ورجال الأعمال البيلاروسيين. 
تشارك بيلاروسيا في الشراكة الشرقية للاتحاد الأوروبي. في أكتوبر 2015، أعلن الاتحاد الأوروبي أنه سيعلق معظم عقوباته ضد بيلاروسيا.

## الإطار القانوني

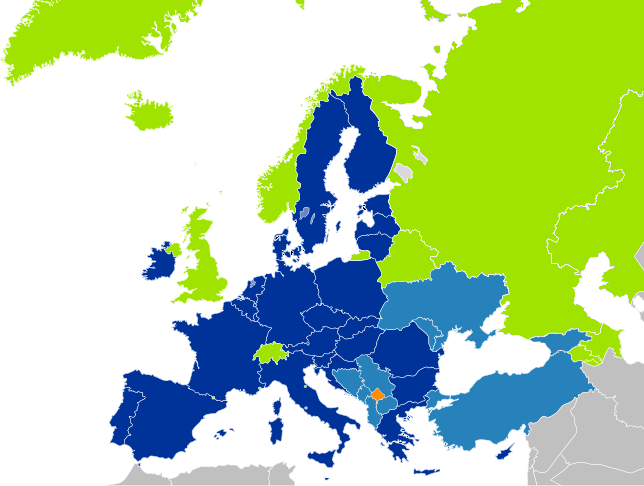
الدول التي قد تنضم إلى الاتحاد الأوروبي (الأزرق) الدول الأعضاء الحالية (البرتقالي) الدول المتقدمة (الأزرق المخضر) الدول المرشحة (السماوي) الدول المرشحة المحتملة (الأخضر الفاتح) الموقع الجغرافي في أوروبا يسمح بالعضوية

على الرغم من أن الاتحاد الأوروبي وبيلاروسيا قد وقعا اتفاقية شراكة وتعاون (PCA) في عام 1995، والتي تهدف إلى تنظيم العلاقات السياسية والاقتصادية المتبادلة، لم يتم التصديق على هذا الاتفاق من قبل الاتحاد الأوروبي. علاوة على ذلك، استبعد الاتحاد الأوروبي بيلاروسيا من سياسة الجوار الأوروبية (ENP)، والتي تم تصميمها في الأصل لإنشاء «مجموعة من الأصدقاء» في القرب الجغرافي للاتحاد. ادعت بروكسل أن هذا الاستبعاد كان استجابة مباشرة لإقامة نظام استبدادي في عهد الرئيس لوكاشينكو. ومع ذلك، العلاقات التجارية بين الاتحاد الأوروبي وروسيا البيضاء لا تزال مغطاة من قبل نظام الأفضليات المعمم والدولة الأكثر رعاية (MFN) من اتفاق عام 1989 بين الاتحاد الأوروبي والاتحاد السوفياتي. بيلاروسيا هي من بين الدول القليلة في أوروبا التي لم تطلب العضوية في الاتحاد الأوروبي. وبالمثل، لم يعرض الاتحاد الأوروبي عضوية مينسك. سعت بيلاروس باستمرار إلى تعزيز علاقاتها الاقتصادية والسياسية مع روسيا، كونها واحدة من الأعضاء المؤسسين لدولة الاتحاد (المعروفة سابقًا باسم «دولة الاتحاد الروسي وروسيا البيضاء»).
في أكتوبر 2009، أظهر استطلاع للرأي أجراه معهد نيسبي المستقل في بيلاروسيا أن 44.1 في المائة من الشعب البيلاروسي سيصوتون «نعم» في استفتاء للانضمام إلى الاتحاد الأوروبي، مقارنة بـ 26.7 في المائة قبل عام واحد. يربط الخبراء المحليون الرسائل المؤيدة للاتحاد الأوروبي في وسائل الإعلام الحكومية البيلاروسية، حسبما ذكرت صحيفة Rzeczpospolita اليومية البولندية.
في 30 أكتوبر 2015، تم الإعلان عن تعليق الاتحاد الأوروبي لمعظم عقوباته ضد بيلاروسيا، بعد إطلاق سراح السجناء السياسيين في البلاد في أغسطس.

## روابط خارجية
- التحليل الحالي للعلاقات بين بيلاروسيا والاتحاد الأوروبي في روسيا البيضاء دايجست
- تغيير بيلاروسيا (ورقة التشيلو رقم 85) معهد الاتحاد الأوروبي للدراسات الأمنية
- العودة من البرد؟ الاتحاد الأوروبي وبيلاروسيا في عام 2009 (ورقة Chaillot No.119) معهد الاتحاد الأوروبي للدراسات الأمنية
- أخبار البيلاروسية باللغة الإنجليزية
- الشراكة الأوروبية هي أحد المعالم الخارجية لبيلاروسيا Deutsche Welle (النسخة الإنجليزية)
- فيكتور شادورسكي (FPS): يجب على بيلاروسيا تطوير علاقات اقتصادية وسياسية مع القناة الوطنية الأولى للاتحاد الأوروبي (بيلاروسيا) (النسخة الإنجليزية)
- كيريل كاسيان. العلاقات بين بيلاروسيا والاتحاد الأوروبي: الإجراءات المخصصة مقابل الاستراتيجية المعدة مسبقًا، ورقة عمل المراجعة البيلاروسية، رقم 2، نوفمبر 2014